# Dieter Neubauer (Archäologe)
Dieter Albert Neubauer (* 11. September 1963 in Coburg) ist ein deutscher Prähistorischer Archäologe.
Dieter Neubauer studierte an der Universität Würzburg  die Fächer Vor- und Frühgeschichte, Mittelalterliche Geschichte und Kunstgeschichte. 1989 schloss er sein Studium bei Walter Janssen mit einer Magisterschrift über die Osterburg bei Bischofsheim in der Rhön ab. Im Jahr 2001 wurde er bei Wolfram Schier mit seiner Dissertation „Die Wettenburg in der Mainschleife bei Urphar, Main-Spessart-Kreis“ zum Dr. phil. promoviert.
Nach verschiedenen Inventarisierungen archäologischer Sammlungen, etlichen Ausgrabungsteilnahmen bzw. -leitungen für das Bayerische Landesamt für Denkmalpflege und kurzer selbständiger Tätigkeit, arbeitete Neubauer zwischen 2000 und 2005 zunächst als wissenschaftlicher Grabungsleiter in Sachsen-Anhalt, danach wiederum als archäologischer Grabungsleiter und Projektkoordinator für die archäologische Abteilung des Landesamtes für Denkmalpflege Hessen.
Dieter Neubauer hat zahlreiche wissenschaftliche Artikel und Beiträge zu vor- und frühgeschichtlichen Themen verfasst, in denen er sich mit seinen aktuellen Ausgrabungsprojekten bzw. speziellen Einzelaspekten daraus auseinandersetzt. Daneben widmen sich seine Arbeiten aber immer wieder auch völkerwanderungszeitlichen und frühgeschichtlichen Themen, die den Schwerpunkt Neubauers Forschungsinteresses darstellen.

## Veröffentlichungen
- Die Wettenburg in der Mainschleife bei Urphar, Main-Spessart-Kreis (= Frühgeschichtliche und Provinzialrömische Archäologie. Materialien und Forschungen Bd. 8) Leidorf, Rahden/Westf. 2007 (= Dissertation)
- mit Birgit Berthold, Elmar Kahler, Sabine Kas, Susanne Schmidt, Markus Schußmann: (Hrsg.): Zeitenblicke. Ehrengabe für Walter Janssen. Leidorf, Rahden/Westf. 1998

| Personendaten    | Personendaten                                |
| ---------------- | -------------------------------------------- |
| NAME             | Neubauer, Dieter                             |
| ALTERNATIVNAMEN  | Neubauer, Dieter Albert (vollständiger Name) |
| KURZBESCHREIBUNG | deutscher Prähistorischer Archäologe         |
| GEBURTSDATUM     | 11. September 1963                           |
| GEBURTSORT       | Coburg                                       |